# Warsaw Trade Tower
Le Warsaw Trade Tower est un gratte-ciel situé à Varsovie en Pologne.
Il abrite le siège polonais de l'assureur français Axa.
Les architectes sont l'agence américaine RTKL et l'agence polonaise Hermanowicz.